# Leandro Putaro
Leandro Putaro (Gotinga, 7 de enero de 1997) es un futbolista alemán que juega como delantero en el Dinamo de Berlín de la Regionalliga Nordost de Alemania.

## Trayectoria
Putaro debutó como profesional el 6 de febrero de 2016, ingresó en los minutos finales de la fecha 20 de la Bundesliga, se enfrentó a Schalke 04 pero perdieron 3 a 0.
A nivel internacional, jugó su primer partido de Champions League el 17 de febrero, fue en octavos de final ante KAA Gent y ganaron 3 a 2.

## Selección nacional
Leandro ha sido internacional con la selección de Alemania en las categorías juveniles sub-16, sub-17, sub-19 y sub-20.

## Estadísticas

### Clubes
Actualizado al 1 de diciembre de 2024.
| Club                              | Div.          | Temporada     | Liga  | Liga  | Copas nacionales | Copas nacionales | Torneos internacionales | Torneos internacionales | Total | Total |
| Club                              | Div.          | Temporada     | Part. | Goles | Part.            | Goles            | Part.                   | Goles                   | Part. | Goles |
| --------------------------------- | ------------- | ------------- | ----- | ----- | ---------------- | ---------------- | ----------------------- | ----------------------- | ----- | ----- |
| VfL Wolfsburgo · Alemania         | 1.ª           | 2015-16       | 4     | 0     | 0                | 0                | 1                       | 0                       | 5     | 0     |
| VfL Wolfsburgo · Alemania         | Total club    | Total club    | 4     | 0     | 0                | 0                | 1                       | 0                       | 5     | 0     |
| Arminia Bielefeld · Alemania      | 2.ª           | 2016-17       | 15    | 0     | 1                | 0                | ―                       | ―                       | 16    | 0     |
| Arminia Bielefeld · Alemania      | 2.ª           | 2017-18       | 19    | 2     | 1                | 0                | ―                       | ―                       | 20    | 2     |
| Eintracht Braunschweig · Alemania | 3.ª           | 2018-19       | 26    | 2     | 1                | 0                | ―                       | ―                       | 27    | 2     |
| Eintracht Braunschweig · Alemania | 3.ª           | 2019-20       | 16    | 1     | 0                | 0                | ―                       | ―                       | 16    | 1     |
| Eintracht Braunschweig · Alemania | 2.ª           | 2020-21       | 2     | 0     | 0                | 0                | ―                       | ―                       | 2     | 0     |
| Eintracht Braunschweig · Alemania | Total club    | Total club    | 44    | 3     | 1                | 0                | 0                       | 0                       | 45    | 3     |
| S. C. Verl · Alemania             | 3.ª           | 2020-21       | 8     | 0     | ―                | ―                | ―                       | ―                       | 8     | 0     |
| S. C. Verl · Alemania             | 3.ª           | 2021-22       | 33    | 9     | ―                | ―                | ―                       | ―                       | 33    | 9     |
| S. C. Verl · Alemania             | Total club    | Total club    | 41    | 9     | 0                | 0                | 0                       | 0                       | 41    | 9     |
| VfL Osnabrück · Alemania          | 3.ª           | 2022-23       | 23    | 0     | ―                | ―                | ―                       | ―                       | 23    | 0     |
| VfL Osnabrück · Alemania          | Total club    | Total club    | 23    | 0     | 0                | 0                | 0                       | 0                       | 23    | 0     |
| Arminia Bielefeld · Alemania      | 3.ª           | 2023-24       | 25    | 3     | 0                | 0                | ―                       | ―                       | 25    | 3     |
| Arminia Bielefeld · Alemania      | Total club    | Total club    | 59    | 5     | 2                | 0                | 0                       | 0                       | 61    | 5     |
| Alemannia Aachen · Alemania       | 3.ª           | 2024-25       | 8     | 0     | 1                | 0                | ―                       | ―                       | 9     | 0     |
| Alemannia Aachen · Alemania       | Total club    | Total club    | 8     | 0     | 1                | 0                | 0                       | 0                       | 9     | 0     |
| Dinamo de Berlín · Alemania       | 4.ª           | 2025-26       | 0     | 0     | 0                | 0                | ―                       | ―                       | 0     | 0     |
| Dinamo de Berlín · Alemania       | Total club    | Total club    | 0     | 0     | 0                | 0                | 0                       | 0                       | 0     | 0     |
| Total carrera                     | Total carrera | Total carrera | 179   | 17    | 4                | 0                | 1                       | 0                       | 184   | 17    |

### Selecciones
Actualizado al 6 de septiembre de 2016.
Último partido citado: Polonia 3 - 0 Alemania
| Selección         | Temporada     | Continental | Continental | Mundial | Mundial | Amistosos | Amistosos | Total | Total |
| Selección         | Temporada     | Part.       | Goles       | Part.   | Goles   | Part.     | Goles     | Part. | Goles |
| ----------------- | ------------- | ----------- | ----------- | ------- | ------- | --------- | --------- | ----- | ----- |
| Sub-16 · Alemania | 2012-13       | -           | -           | -       | -       | 5         | 0         | 5     | 0     |
| Sub-16 · Alemania | Total sel.    | -           | -           | -       | -       | 5         | 0         | 5     | 0     |
| Sub-17 · Alemania | 2013-14       | -           | -           | -       | -       | 2         | 1         | 2     | 1     |
| Sub-17 · Alemania | Total sel.    | -           | -           | -       | -       | 2         | 1         | 2     | 1     |
| Sub-19 · Alemania | 2015-16       | -           | -           | -       | -       | 7         | 2         | 7     | 2     |
| Sub-19 · Alemania | Total sel.    | -           | -           | -       | -       | 7         | 2         | 7     | 2     |
| Sub-20 · Alemania | 2016-17       | -           | -           | -       | -       | 1         | 0         | 1     | 0     |
| Sub-20 · Alemania | Total sel.    | -           | -           | -       | -       | 1         | 0         | 1     | 0     |
| Total carrera     | Total carrera | -           | -           | -       | -       | 14        | 3         | 14    | 3     |